# Onewe
Onewe (кор. 원위; стилізується як ONEWE; читається як «Ванві») — південнокорейський альтернативний рок-гурт, що складається з п'яти учасників: Йонхуна, Харіна, Канхьона, Донмьона та Кіа. Також гурт виступав під назвами M.A.S 0094 та MAS. 2017 року Onewe підписали контракт з RBW. Гурт випустив свій перший цифровий сингл Butterfly, Find a Flower 13 серпня 2015 на лейблі Modern Music. Офіційний дебют під назвою Onewe відбувся 13 травня 2019 року з синглом 1/4.

## Назва
Onewe складається з поєднань слів англ. «We» (укр. «Ми»), що посилається на англ. «We Shine On You» (укр. «Ми світимо на вас»), і англ. «One», що говорить про «одне ціле». Сенс назви полягає в єдиній силі, яку вони здатні створити разом з фанатами.

## Кар'єра

### 2015—2016: Створення та дебют
Спочатку гурт був сформований під назвою M.A.S 0094 (Make a Sound 0094), що складався з тих самих п'яти учасників. Вони виступали як незалежні музиканти, що виконують кавери на відомі пісні. Увесь прибуток гурт віддавав у благодійні організації, що допомагають жінкам для втіхи. 13 серпня 2015 року вони випустили цифровий сингл Butterfly, Find a Flower на лейблі Modern Music, увесь прибуток від якого також віддали на благодійність.
22 березня 2016 року M.A.S 0094 випустили свій перший мініальбом Feeling Good Day. У мініальбом увійшли шість пісень, включаючи сингли Feeling Good та Butterfly, Find a Flower. Офіційний дебют гурту відбувся 2 серпня 2016 року з піснею After 15 Seconds, з якою вони виступили на музичному шоу The Show.
У листопаді гурт провів концерт з назвою Masland. У той же час вони також випустили сингл Starlight.
30 грудня 2016 року M.A.S 0094 виступили як сесійна група для виступу Mamamoo під час фестивалю KBS Song Festival. 31 грудня вони були єдиним корейським гуртом, що брав участь новорічному концерті Hello Starlight Forest, який відбувся у місті Чанша, Китай.

### 2017—2018:Make Some Noiseшоу на виживання та ребрендинг як Onewe
6 січня 2017 року гурт випустив другий мініальбом Make Some Noise. У нього увійшло шість треків, у тому числі сингли «Make Some Noise» and «Starlight». У лютому вони провели концерт на честь 200 днів з дня дебюту.
У квітні 2017 року гурт підписав контракт із компанією RBW, після цього вони змінили назву на MAS. Пізніше того ж місяця Донмьон представляв RBW у другому сезоні реаліті-шоу Produce 101. Донмьон вибув, посівши 68-ме місці під час 5 епізоду.
У жовтні MAS взяли участь у реаліті-шоу The Unit. У сьомому епізоді Харін (52 місце), Йонхун (58 місце), Кіа (59 місце) та Канхьон (59 місце) вибули. Донмьон дійшов до фіналу, посівши 16 місце.
У грудні 2017 року MAS приєдналися до проєкту RBW RBW Trainee Real Life — We Will Debut разом з предебютним грутом RBW Boyz (зараз Oneus). Пізніше того місяця вони провели концерт для другого сезону проєкту під назвою We Will Debut Chapter 2 — Special Party.
У червні 2018 року було оголошено, що гурт зробить редебют і буде виступати під новою назвою ONEWE. У вересні вийшов предебютний сингл та музичне відео на спільну з ONEUS пісню «Last Song». 23 грудня Onewe провели різдвяний концерт під назвою «Studio We: Live #1».

### 2019: Ре-дебют та дебют у Японії
Гурт офіційно дебютував 13 травня 2019 року зі своїм першим сингл-альбомом 1/4, з головним синглом «Reminisce About All». Дебют в Японії відбувся 7 червня з релізом сингл-альбому, що складався з японських версій пісень з альбому 1/4. Альбом потрапив у список «10 найпопулярніших японських синглів, виданих корейськими виконавцями» від Tower Records Japan за перше півріччя 2019.
9 червня гурт провів свій перший японський концерт «Prologue». 30 червня відбувся концерт Onewe під назвою «Studio We: Live #2 The Name of the Star I Live On».
29 серпня гурт випустив свій другий сингл-альбом 2/4 з головним синглом «Regulus». В той самий день Onewe дебютували на сцені музичного шоу M Countdown.
13 жовтня гурт провів мініконцерт «Studio We: Live #3» Fallin’ Good Day". 29 грудня відбувся різдвяний мініконцерт «Studio We: Live #4» My Own Band Room".

### 2020:One
2 квітня 2020 року гурт випустив свій третій сингловий альбом 3/4, з головним синглом «Q», написаним Кіа за участю Хваси з гурту Mamamoo. Сингл посів 12 місце у Billboard World Digital Song Sales.
Перший повноформатний студійний альбом Onewe під назвою One вийшов 26 травня 2020. До альбому увійшли пісні з попередніх релізів, а також нові, включно з головним синглом «End of Spring».
12 вересня Onewe провели свій перший онлайн-концерт «O! NEW E!volution». 24 вересня гурт випустив промо-сингл «Parting» разом з музичним відео до нього. 4 жовтня вийшов перший демоальбом Studio We: Recording, до якого увійшов сингл «Parting».
11 грудня вийшов сингл-альбом Memory: Illusion з головним синглом «A Book In Memory».

### 2021:Planet Nine: Alter Ego
23 та 24 січня відбулися онлайн-концерти «Studio We: Live #6 Onewe? or Onewe!». 6 та 7 березня гурт провів ще два концерти на біс у Rolling Hall.
16 червня Onewe випустили свій перший мініальбом Planet Nine: Alter Ego з головним синглом «Rain To Be». Всі п'ять учасників груту брали учать у створенні пісень для альбому, Канхьон написав текст та музику до головного синглу. Бі-сайд трек «Aurora» посів перше місце у списку MTV «21 best K-Pop B-sides of 2021».
Кіа брав участь у створенні головного треку «Zombie» гурту Purple Kiss з їхнього альбому Hide & Seek, що вийшов 8 вересня 2021 року.
23 листопада гурт випустив цифровий промо-сингл «Star» до свого другого демоальбому Studio We: Recording #2, який вийшов пізніше 7 грудня.
21 грудня вийшла пісня «Stay», яку вони записали у співавторстві з гуртом Oneus.

### 2022:Planet Nine: Voyager
4 січня 2022 року вийшов другий мініальбом Planet Nine: Voyager, з головним треком «Universe_».
20 травня Onewe випустили спеціальний альбом Timeless, з головним синглом «Roommate».
Йонхун був призваний до строкової служби 12 липня, а Канхьон — 2 серпня.
4 жовтня вийшов сингл «Still Here» разом з музичним відео до нього. Пісня була створена та записана Йонхуном та Канхуном до їхнього призову на строкову службу. 18 жовтня гурт випустив свій третій демоальбом Studio We: Recording #3.

## Учасники
| Сценічне ім'я | Сценічне ім'я | Сценічне ім'я | Справжнє ім'я | Справжнє ім'я  | Справжнє ім'я | Дата народження              | Позиція у гурті                     |
| Українською   | Латиницею     | Хангилем      | Українською   | Латиницею      | Хангилем      | Дата народження              | Позиція у гурті                     |
| ------------- | ------------- | ------------- | ------------- | -------------- | ------------- | ---------------------------- | ----------------------------------- |
| Йонхун        | Yonghoon      | 용훈          | Чін Йонхун    | Jin Yonghoon   | 진용훈        | 17 серпня 1994 (30 років)    | Лідер, головний вокаліст            |
| Харін         | Harin         | 하린          | Чу Харін      | Ju Harin       | 주하린        | 29 березня 1998 (26 років)   | Барабанщик                          |
| Канхьон       | Kanghyun      | 강현          | Кан Хьонгу    | Kang Hyungu    | 강현구        | 24 листопада 1998 (26 років) | Гітарист                            |
| Донмьон       | Dongmyeong    | 동명          | Сон Донмьон   | Son Dongmyeong | 손동명        | 10 січня 2000 (25 років)     | Вокаліст, клавішник, віжуал         |
| Кіа           | CyA           | 키아          | Лі Гіук       | Lee Giuk       | 이기욱        | 24 січня 2000 (25 років)     | Головний репер, бас-гітарист, макне |

## Дискографія

### Студійні альбоми
| Назва   | Деталі альбому | Пікові позиції у чартах | Продажі                  |
| Назва   | Деталі альбому | KOR                     | Продажі                  |
| ------- | --- | ----------------------- | ------------------------ |
| One     | - Реліз: 26 травня 2020 - Лейбл: RBW - Формат: CD, цифрове завантаження, стриминг Трек-лист 1. «Crazy Good» (미쳤다미쳤어) 2. «End of Spring» (나위 계절 봄은 끝났다) 3. «Feeling Good (2019 ver.)» 4. «Love Me» (내가 처음 만져본 강아지) 5. «Q» (모르겠다고) (feat. Hwasa) 6. «Regulus» (야행성) 7. «If» 8. «0&4» (공과 사) 9. «Ring on My Ears» (귀걸이가 나를 때리게) 10. «Reminisce About All» (다 추억) 11. «Ring on My Ears» (귀걸이가 나를 때리게) (Remix) 12. «End of Spring» (나위 계절 봄은 끝났다) (Rock ver.) | 13                      | - Південна Корея: 14,223 |
| Gravity | - Реліз: 28 січня 2023 - Лейбл: RBW - Формат: CD, цифрове завантаження, стриминг Трек-лист 1. «Gravity» 2. «AuRoRa» 3. «Parting» 4. «Regulus» 5. «Montage» 6. «Rain to Be» 7. «Ring on My Ears» 8. «Trauma» 9. «Logo» 10. «End of Spring» 11. «Crazy Good» | 21                      | - Південна Корея: 8,617  |

### Мініальбоми
| Назва                                                                       | Деталі альбому | Пікові позиції у чартах | Продажі                  |
| Назва                                                                       | Деталі альбому | KOR                     | Продажі                  |
| --------------------------------------------------------------------------- | --- | ----------------------- | ------------------------ |
| Feeling Good Day                                                            | - Реліз: 25 березня 2016 - Лейбл: Modern K - Формат: CD, цифрове завантаження Трек-лист 1. «Feeling Good» 2. «After 15 Seconds» (15초 후) 3. «Butterfly Find a Flower» (나비 꽃을 찾다) 4. «I Wish» (좋겠어) (Bonus Track) 5. «Feeling Good» (Inst.) 6. «After 15 Seconds» (15초 후) (Inst.)   | —                       | Н/Д                      |
| Make Some Noise                                                             | - Реліз: 6 січня 2017 - Лейбл: Modern K - Формат: CD, цифрове завантаження Трек-лист 1. «Make Some Noise» 2. «Bubijuk Bibijuk» (부비적 비비적) 3. «Starlight» (별보다 빛나는) 4. «Make Some Noise» (Inst.) 5. «Bubijuk Bibijuk» (부비적 비비적) (Inst.) 6. «Starlight» (별보다 빛나는) (Inst.) | —                       | Н/Д                      |
| Planet Nine: Alter Ego                                                      | - Реліз: 16 червня 2021 - Лейбл: RBW - Формат: CD, цифрове завантаження, стриминг Трек-лист 1. «Intro: Spaceship» (Intro: 우주선) 2. «Rain to Be» (비를 몰고 오는 소년) 3. «AuRoRa» 4. «Logo» 5. «A.I.» (로보트도 인간에게 감정을 느낀다) 6. «Veronica» (베로니가의 섬) 7. «Cosmos» (천체)     | 12                      | - Південна Корея: 19,897 |
| Planet Nine: Voyager                                                        | - Реліз: 4 січня 2022 - Лейбл: RBW - Формат: CD, цифрове завантаження, стриминг Трек-лист 1. «Universe_» (너의 우주는) 2. «Envision_» (우물 속 작은 아이) 3. «Montage_» (꿈속에서 놓친 너, 옅은 잠결에 흐르길) 4. «Trigger_» (시발점) 5. «Orbit_» (궤도) 6. «From_» (선물할게요)               | 14                      | - Південна Корея: 22,128 |
| «—» релізи, що не потрапили у чарти або не виходили у відповідних регіонах. | |                         |                          |

### Сингл-альбоми
| Назва                                                                       | Деталі альбому | Пікові позиції у чартах | Продажі                  |
| Назва                                                                       | Деталі альбому | KOR                     | Продажі                  |
| --------------------------------------------------------------------------- | --- | ----------------------- | ------------------------ |
| 1/4                                                                         | - Реліз: 13 травня 2019 - Лейбл: RBW - Формат: цифрове завантаження, стриминг Трек-лист 1. «Ring on My Ears» (귀걸이가 나를 때리게) 2. «Reminisce About All» (다 추억) 3. «0&4» (공과 사) 4. «Ring on My Ears» (귀걸이가 나를 때리게) (Remix)                                   | —                       | Н/Д                      |
| 2/4                                                                         | - Реліз: 29 серпня 2019 - Лейбл: RBW - Формат: цифрове завантаження, стриминг Трек-лист 1. «Love Me» (내가 처음 만져본 강아지) 2. «Regulus» (야행성) 3. «Feeling Good» (2019 Ver.) 4. «Regulus» (야행성) (Inst.)                                                                | —                       | Н/Д                      |
| 3/4                                                                         | - Реліз: 2 квітня 2020 - Лейбл: RBW - Формат: цифрове завантаження, стриминг Трек-лист 1. «Q» (모르겠다고) (feat. Hwasa) 2. «Q» (모르겠다고) (Inst.) | —                       | Н/Д                      |
| Memory: Illusion                                                            | - Реліз: 11 грудня 2020 - Лейбл: RBW - Формат: цифрове завантаження, стриминг Трек-лист 1. «Trauma (Aquarium)» 2. «A Book in Memory» (기억 속 한 권의 책) 3. «Eraser» (기억 세탁소) 4. «A Book in Memory» (기억 속 한 권의 책) (Inst.)                                          | 16                      | - Південна Корея: 14,749 |
| Timeless (시간을 담은 작은 방)                                              | - Реліз: 20 травня 2022 - Лейбл: RBW - Формат: CD, цифрове завантаження, стриминг Трек-лист 1. «Roommate» (룸메이트) 2. «Starlight» (별보다 빛나는) (2022 ver.) 3. «Roommate» (룸메이트) (Original Topline ver.) (CD Only) 4. «Starlight» (별보다 빛나는) (Live ver.) (CD Only) | 14                      | - Південна Корея: 13,804 |
| XOXO                                                                        | - Реліз: 29 серпня 2023 - Лейбл: RBW - Формат: CD, цифрове завантаження, стриминг Трек-лист 1. «Salty Boy» 2. «Omnipresent» (동서님복) 3. «Salty Boy» (Inst.) 4. «Omnipresent» (동서님복) (Inst.)                                                                               | 15                      | - Південна Корея: 9,479  |
| «—» релізи, що не потрапили у чарти або не виходили у відповідних регіонах. | |                         |                          |

### Демоальбоми
| Назва                   | Деталі альбому | Пікові позиції у чартах | Продажі                  |
| Назва                   | Деталі альбому | KOR                     | Продажі                  |
| ----------------------- | --- | ----------------------- | ------------------------ |
| Studio We: Recording    | - Реліз: 15 жовтня 2020 - Лейбл: RBW - Формат: CD Трек-лист 1. «Parting» (소행성) 2. «Parting» (소행성) (Inst.) 3. «Regulus» (야행성) (Melody Guide 2) (CD Only) 4. «Parting» (소행성) (Prologue Mix) (CD Only) 5. «Love Me» (내가 처음 만져본 강아지) (Guitar Rough) (CD Only) 6. «0&4» (공과 사) (Dialogue Rough) (CD Only) 7. «Crazy Good» (미쳤다 미쳤어) (Rock Vibe) (CD Only) 8. «If (181125_2)» (CD Only) 9. «Reminisce About All» (다 추억) (Sunset Guitar Vibe) (CD Only)                 | 15                      | - Південна Корея: 7,886  |
| Studio We: Recording #2 | - Реліз: 7 грудня 2021 - Лейбл: RBW - Формат: CD Трек-лист 1. «Star» (별) 2. «Star» (별) (Inst.) 3. «Aurora (191108_1)» 4. «Aurora (191128_2)» 5. «Logo» (First Live ver.) 6. «A.I.» (로보트도 인간에게 감정을 느낀다) (Guitar Rough) 7. «Veronica» (베로니가의 섬) (Draft Guide) 8. «Rain to Be» (비를 몰고 오는 소년) (Original Topline ver.) 9. «Cosmos» (천체) (Cosmos Guitar Vibe) 10. «A Book in Memory» (기억 속 한 권의 책) (Sensitive Piano) 11. «Aquarium» (Trauma ver.) 12. «In Course» | 17                      | - Південна Корея: 11,442 |
| Studio We: Recording #3 | - Реліз: 18 жовтня 2022 - Лейбл: RBW - Формат: CD Трек-лист 1. «Still Here» (기어이 또) 2. «Still Here» (기어이 또) (Inst.) 3. «Universe_» (너의 우주는) (My First Universe Ver.) 4. «Envision_» (우물 속 아이) (Ani Vibe Ver.) 5. «잠결에서라도 너가 계속 흘렀으면» (210810) 6. «Trigger_» (시발점) (201007) 7. «Orbit_ (궤도)» (Piano Ver.) 8. «From_ (선물할게요)» (One take Ver.) | 30                      | - Південна Корея: 9,650  |

### Сингли

#### Як головний виконавець
| Назва                                                                       | Рік  | Пікові позиції у чартах | Пікові позиції у чартах | Пікові позиції у чартах | Продажі                          | Альбом                  |
| Назва                                                                       | Рік  | KOR                     | JPN                     | US World                | Продажі                          | Альбом                  |
| --------------------------------------------------------------------------- | ---- | ----------------------- | ----------------------- | ----------------------- | -------------------------------- | ----------------------- |
| «Reminisce About All»                                                       | 2019 | —                       | 38                      | —                       | - Японія: 1,844 (Phy.)           | One                     |
| «Regulus»                                                                   | 2019 | —                       | —                       | —                       | - Японія: 1,581 (Фіз.)[джерело?] | One                     |
| «Q» (모르겠다고) (feat. Hwasa)                                              | 2020 | —                       | —                       | 12                      | Н/Д                              | One                     |
| «End of Spring» (나위 계절 봄은 끝났다)                                     | 2020 | —                       | —                       | —                       | Н/Д                              | One                     |
| «Parting» (소행성)                                                          | 2020 | —                       | —                       | —                       | Н/Д                              | Studio We: Recording    |
| «A Book in Memory» (기억 속 한 권의 책)                                     | 2020 | —                       | —                       | —                       | Н/Д                              | Memory: Illusion        |
| «Rain to Be» (비를 몰고 오는 소년)                                          | 2021 | —                       | —                       | —                       | Н/Д                              | Planet Nine: Alter Ego  |
| «Star» (별)                                                                 | 2021 | —                       | —                       | —                       | Н/Д                              | Studio We: Recording #2 |
| «Universe_» (너의 우주는)                                                   | 2022 | —                       | —                       | —                       | Н/Д                              | Planet Nine: Voyager    |
| «Roommate» (룸메이트)                                                       | 2022 | —                       | —                       | —                       | Н/Д                              | Timeless                |
| «Still Here» (기어이 또)                                                    | 2022 | —                       | —                       | —                       | Н/Д                              | Studio We: Recording #3 |
| «Gravity»                                                                   | 2023 | —                       | —                       | —                       | Н/Д                              | Gravity                 |
| «Salty Boy»                                                                 | 2023 | —                       | —                       | —                       | Н/Д                              | XOXO                    |
| «Omnipresent» (동서남북)                                                    | 2023 | —                       | —                       | —                       | Н/Д                              | XOXO                    |
| «—» релізи, що не потрапили у чарти або не виходили у відповідних регіонах. |      |                         |                         |                         |                                  |                         |

#### Колаборації
| Назва                                                                       | Рік  | Пікові позиції у чартах | Продажі | Альбом               |
| Назва                                                                       | Рік  | KOR                     | Продажі | Альбом               |
| --------------------------------------------------------------------------- | ---- | ----------------------- | ------- | -------------------- |
| «Last Song» (з Oneus)                                                       | 2018 | —                       | Н/Д     | Сингли поза альбомом |
| «Stay» (with Oneus)                                                         | 2021 | —                       | Н/Д     | Сингли поза альбомом |
| «—» релізи, що не потрапили у чарти або не виходили у відповідних регіонах. |      |                         |         |                      |

### Саундтреки
| Назва                     | Рік  | Альбом           |
| ------------------------- | ---- | ---------------- |
| «About Her» (그녀는 대체) | 2020 | Was It Love? OST |

### Інші пісні
| Рік  | Назва                       | Формат                         | Альбом                         | Нотатки                    | Прим.         |
| ---- | --------------------------- | ------------------------------ | ------------------------------ | -------------------------- | ------------- |
| 2015 | «Butterfly, Find a Flower»  | Цифрове завантаження, стриминг | Feeling Good Day               | Вийшла під назвою MAS 0094 | [ 5 ] [ 61 ]  |
| 2016 | «Feeling Good»              | Цифрове завантаження, стриминг | Feeling Good Day               | Вийшла під назвою MAS 0094 | [ 62 ]        |
| 2016 | «Starlight»                 | Цифрове завантаження, стриминг | Make Some Noise                | Вийшла під назвою MAS 0094 | [ 63 ] [ 64 ] |
| 2017 | «Make Some Noise»           | Цифрове завантаження, стриминг | Make Some Noise                | Вийшла під назвою MAS 0094 | [ 64 ]        |
| 2022 | «Hippie (Freeedom from MM)» | Цифрове завантаження, стриминг | Great Seoul Invasion Section 1 |                            | [ 65 ]        |

## Фільмографія

### Реаліті-шоу
| Рік         | Платформа              | Назва                                    | Прим.                    |
| ----------- | ---------------------- | ---------------------------------------- | ------------------------ |
| 2017 — 2018 | V Live                 | RBW Trainee Real Life — I shall Debut S1 | 11 серій — разом з Oneus |
| 2018        | Olleh TV               | RBW Trainee Real Life — I shall Debut S2 | 20 серій — разом з Oneus |
| 2018        | MBC Music / MBC Every1 | Power Up! Beautiful snack bar is open    | 8 серій — разом з Oneus  |

## Нагороди і номінації

### Списки
| Видавець | Рік  | Список                       | Робота   | Місце | Прим.  |
| -------- | ---- | ---------------------------- | -------- | ----- | ------ |
| MTV      | 2021 | MTV Best Kpop Bsides of 2021 | «AuRoRa» | 1     | [ 66 ] |

## Нотатки
1. ↑  З 12 липня 2022 на строковій службі
2. ↑  З 2 серпня 2022 на строковій службі
3. 1 2  Виданий як MAS.
4. ↑  Перший офіційний реліз гурту під назвою Onewe.
5. ↑  Сингл «Reminisce About All (Japanese ver.)» вийшов 7 червня у Японії, як перший CD-сингл гурту.
6. ↑  Сингл «Regulus (Japanese ver.)» вийшов 25 жовтня 2019 в Японії як їхній третій CD-сингл.
7. ↑  Сингл «Rain to Be» не потрапив у Gaon Digital Chart, але посів 78 місце у Gaon Download Chart[57].
8. ↑  Сингл «Star» не потрапив у Gaon Digital Chart, але посів 159 місце у Gaon Download Chart[58].
9. ↑  Сингл «Universe_» не потрапив у Gaon Digital Chart, але посів 95 місце у Gaon Download Chart[59].
10. ↑  Сингл «Stay» не потрапив у Gaon Digital Chart, але посів 133 місце у Gaon Download Chart[60].